# Boyz N Da Hood
Boyz N Da Hood  grupa wykonująca dirty south gangsta rap pochodząca z Atlanty powiązana z Sean Combs oraz Bad Boy Records. Album Back N Da Hood, był zaplanowany na 2011 rok. Współpracowali między innymi z innym wykonawcą z Atlanty – Yung Joc'kiem.

## Dyskografia
- 2005: Boyz N Da Hood
- 2007: Back Up N Da Chevy
- 2011: Back N Da Hood

### Albumy solowe

#### Big Gee
- 13th Floor

#### Gorilla Zoe
- 2007: Welcome to the Zoo
- 2009: Don't Feed da Animals
- 2011: King Kong

#### Duke
- The O.G.

#### Jody Breeze
- 2005: A Day in the Life of Jody Breeze (unreleased)
- 2011: Airplane Mode Mixtape

#### Compilations
- 2006: Best Kept Secret,Vol.2

### Single
| Rok                                      | Tytuł               | Pozycja | Pozycja | Pozycja | Album              |
| Rok                                      | Tytuł               | US      | US R&B  | US Rap  | Album              |
| ---------------------------------------- | ------------------- | ------- | ------- | ------- | ------------------ |
| 2005                                     | "Dem Boyz"          | 56      | 15      | 13      | Boyz n da Hood     |
| 2005                                     | "Felonies"          | —       | —       | —       | Boyz n da Hood     |
| 2007                                     | "Bite Down"         | —       | —       | —       | Back Up n da Chevy |
| 2007                                     | "Everybody Know Me" | 93      | 87      | 22      | Back Up n da Chevy |
| "—" denotes releases that did not chart. |                     |         |         |         |                    |